# Chloroclydon graphica
Chloroclydon graphica là một loài bướm đêm trong họ Geometridae.